# قمر الزمان
قمر الزمان شخصية خيالية من شخصيات كتاب ألف ليلة وليلة.

## القصة
تحكى قصه قمر الزمان عن ملك من قديم الزمان وقد تقدم به العمر ولم ينجب إلى ان تزوج من اميرة بلاد صديقه وانجبا قمر الزمان الذي لم يكن له مثيل في جماله ولما كبر علمه أبوه العلوم والاداب حتى صار لايماثله أحد في علمه وجماله وذكائه ثم اراد أبوه ان يزوجه فابى لانه كان يعتقد ان جميع النساء خائنات الا ان رأته بنت ملك الجن التي كان يراهن جني على انه لا يوجد مثيل لابنة ملك الصين في جمالها اما ابنة ملك الجن فانها كانت تعتقد ان قمر الزمان هو الأجمل فاتفقا على ان تنقل ابنة ملك الصين إلى سرير قمر الزمان ويوقظوكل منهم على الآخر ليعرفوا من يفتتن بالاخر فيكون هو الاقل جمالا